# Крюков, Василий Анатольевич
Васи́лий Анато́льевич Крю́ков (род. 24 декабря 1972, Ижевск, РСФСР, СССР) — российский политический деятель, депутат Городской думы Ижевска четвёртого созыва.

## Биография
Василий Крюков родился 24 декабря 1972 года в Ижевске. Отец - Крюков Анатолий Васильевич, русский. Мать - Крюкова (урожд. Циклер) Ирина Николаевна, немка.
В 1987 году окончил 8 классов школы №16 города Ижевска.
С 1987 по 1990 год обучался в СПТУ №1 города Ижевска. Получил специальность станочника широкого профиля с повышенным разрядом.
В 1990-1991 годах проходил воинскую службу в рядах Советской Армии.
В 1991-1992 годах проходил воинскую службу в рядах армии РФ.
В 1993-1999 годах обучался в Удмуртском Государственном Университете (УдГУ). Получил диплом по специальности «Географ. Преподаватель Географии».
В 1993-1995 годах работал на предприятиях города Ижевска, занимая различные должности.
С 1995 года Крюков занимался бизнесом. Был директором швейной фабрики, директором управляющей компании в сфере ЖКХ, владельцем и руководителем оптово-розничного предприятия торговли..

## Политическая деятельность
Василий Крюков несколько раз участвовал в выборах в Городскую думу Ижевска, Государственный Совет Удмуртской Республики, Государственную думу Российской Федерации в качестве кандидата.
В 2005 году победил на выборах в Городскую думу Ижевска.
С 2003 по 2009 год был руководителем Регионального отделения политической партии Российский общенародный союз.
С 2003 по 2008  был помощником депутата Государственной Думы от блока «Родина»  Николая Сергеевича Леонова и руководителем его общественной приёмной.
Василий Крюков был членом Политсовета и руководителем регионального отделения по Удмуртской Республике общероссийской общественной организации Русский Общенациональный Союз, признанной в 2011 году экстремистской организацией, чья деятельность запрещена на территории РФ.
В эмиграции Василий Крюков участвовал в работе Форума свободной России в Вильнюсе, Форума свободных народов, Съезда народных депутатов в Варшаве.

## Уголовное преследование
В 2006 году в отношении Василия Крюкова было возбуждено уголовное дело по статьям 318-319 УК РФ «Оскорбление представителя власти» и «Применение насилия в отношении представителя власти». Потерпевшими по делу были признаны 14 сотрудников МВД . Сам Василий заявляет, что в отношении него имело место физическое воздействие со стороны сотрудников следственного органа  с целью признания им вины . Уголовное дело в отношении Крюкова было прекращено в 2009 году.
5 марта 2011 года в доме у Крюкова был проведён 8-часовой обыск. Затем 8-часовой обыск состоялся в его офисе. Обыски проходили в рамках дела по статье 282 УК РФ, за организацию  Крюковым 14 декабря 2010 года на Центральной площади города Ижевска пикета памяти убитого Егора Свиридова и протеста против этнической преступности РФ.
В ходе следствия были допрошены несколько десятков участников акции протеста.  В ходе допроса следователь Следственного комитета РФ Сахабутдинов, по словам Крюкова, потерял над собой контроль и применил физическое насилие в отношении него, после чего вызвал сотрудников для отправки Василия Крюкова в СИЗО. Воспользовавшись минутным замешательством следователя, Крюков покинул его кабинет, затем помещение Следственного Комитета, после чего скрылся. .
25 апреля 2011 года Василий Крюков был объявлен в Федеральный Розыск.

## Эмиграция
Объявление в Федеральный Розыск вынудило Василия Крюкова нелегально выбираться из РФ.
В ноябре 2011 года политик обратился за получением политического убежища в Германии.
В ноябре 2014 года, после личного обращения Крюкова на имя Канцлера Германии Ангелы Меркель, Крюкову было предоставлено политическое убежище и защита в Германии..
Находясь в Германии, политик продолжает активную информационную работу, ведёт YouTube-канал. С 2011 по 2018  год был единственным редактором сайта РОНС.